# Adenanthos dobsoni
Adenanthos dobsoni är en tvåhjärtbladig växtart som beskrevs av F. Müll.. Adenanthos dobsoni ingår i släktet Adenanthos och familjen Proteaceae. Inga underarter finns listade i Catalogue of Life.